# Hazzard 20 anni dopo
Hazzard 20 anni dopo (The Dukes of Hazzard: Reunion!) è un film TV del 1997 che riunisce il cast della serie televisiva Hazzard. Trasmesso per la prima volta in Italia nel 2002 questo film per la TV è stato dedicato alle persone che hanno preso parte alla realizzazione della serie televisiva tra il 1978 e il 1985 e che durante le riprese di questa "reunion" risultano ormai scomparse: Phil Mandelker, Sorrell Booke, Paul Picard, e Jim Mohlmann.

## Trama
Contea di Hazzard, Stati Uniti. Mama Max è una donna d'affari priva di scrupoli che con l'aiuto di alcuni spietati collaboratori, tra cui Ryker e il pilota Kam, ha intenzione di mettere le mani sulla palude della contea allo scopo di impossessarsi di un raro e prezioso minerale che, a quanto pare, si trova proprio al suo interno. Per riuscire nell'impresa, Mama Max capisce che deve prima avere dalla sua parte l'opinione pubblica e quindi, senza svelare il suo vero scopo, inventa la storia di voler costruire, al posto della palude, un parco di divertimenti che porterebbe turismo e ricchezza a tutti gli abitanti di Hazzard. La famiglia Duke si oppone a questo sopruso perché sa benissimo che l'intero ecosistema ne risentirebbe troppo e approfittando del fatto che la strada di accesso, all'area interessata, passa sul loro terreno riescono a fermare, momentaneamente, Mama Max. A questo punto, per uscire dall'impasse, viene organizzata una gara di auto tra il "Generale Lee" dei cugini Duke e la "Double Zero" pilotata da Kim, chi vince avrà la meglio.

## Sequel
Il film tv ha avuto un altro seguito, denominato Hazzard: Bo e Luke vanno ad Hollywood.

## Distribuzione

### Edizioni home video
Il film è stato distribuito in una versione DVD (Regione 1 e 4) abbinato a quello della reunion del 2000.